# 东庠乡
东庠乡是中国福建省福州市平潭县下辖的一个乡。

## 行政区划
东庠乡下辖以下地区：
澳底村、东风村、澳星村、东进村、鲎北村、东霞村、湖边村和南江村。

## 传说
旧时海上有两岛，一名“东洋”一名“东庠”，“东庠”命薄，太白奉命前来沉之，得幸错言“沉东洋，浮东庠”，遂存至今。

## 习俗

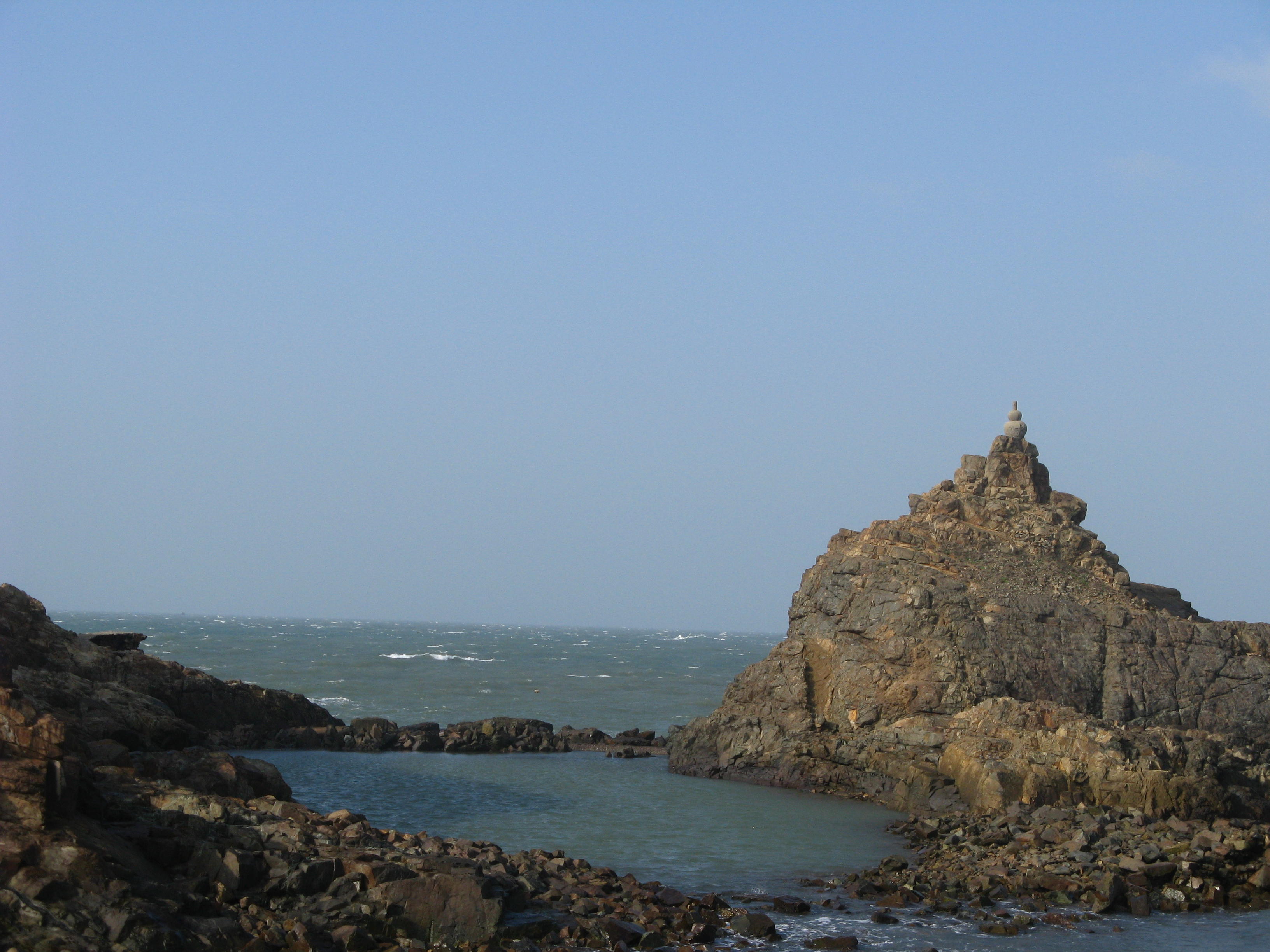
东庠乡澳底村一队葫芦澳

以渔业为主，养殖、近海、远洋。岛上物资多进于平潭，商铺多集中于澳底村，鲎北村村民须远涉始得购所需。岛上仅一所幼儿园，位于南江村。仅一所初级中学，2006年与澳底村的“中心小学”合并，更名“东庠学校”。旧时小学颇多，各村皆备，今多废弃，学生往“东庠学校”上课。今岛民多迁往县城（平潭县），或购房或租房，岛上人数日不如日。多信奉道教，初一十五均前往庙宇烧香。多畜狗猫，禽鸡鸭。丧葬为入殓后葬入墓穴，好大墓（水泥围墙，墓坑居间）。通行平潭话（衍自福州话）、普通话。